# Sarbelius und Barbea
Sarbelius und Barbea († 104/105 oder 112 in Edessa) waren frühe Christen, die zu Beginn des 2. Jahrhunderts im kleinasiatischen Edessa gemeinsam den Märtyrertod erlitten haben. Sie werden als Heilige verehrt.
Gemäß seinen weitgehend legendarischen syrischen Märtyrerakten war Sarbelius (alternative Schreibungen und Namen: Šarbēl, Sarbelos, Sarbilios, Sarbylus, sowie Tūṯāēl, Thuthael, Thuthail, Thathuel, Thamel) in Edessa zunächst Hoherpriester eines Lokalkultes. Fünf Monate vor seinem Tod zelebrierte er am 5. Nisan vor dem Tabularium der Stadt das große Opferfest dieses Kultes, wurde bei dieser Gelegenheit vom Bischof der Stadt Edessa, Barsamia (Barsimäus), zum Christentum bekehrt und wenig später gemeinsam mit seiner Schwester Barbea (alternative Schreibungen: Babai, Babaia, Bebaia, Babeia, Bebaea) getauft. Er nahm daraufhin den Taufnamen Thuthael (syrisch: Tūṯāēl) an. In der Folge bekehrte er zahlreiche Einwohner Edessas, ehe er vor den Richter Lysanias zitiert wurde, der ihm die Befolgung der staatlichen Gesetze und die Wiederaufnahme des Opferdienstes befahl. Als sich Sarbelius weigerte, wurde er der Folter unterzogen, in den Kerker geworfen und schließlich enthauptet.
Seine Schwester Barbea tauchte ihren Mantel in das Blut des Hingerichteten und betete, ihr Geist möge mit dem ihres Bruders vereint werden. Daraufhin ließ der Richter auch sie foltern und töten.
Der Gedenktag der beiden Heiligen ist in der griechischen und lateinischen Überlieferung der 29. Januar. In Edessa selbst ist kein Kult zum Gedenken des Sarbelius nachzuweisen. Das Märtyrergedenken für ihn ist auch seit 932 belegbar (jakobitisches Menologion von Qennešrē). Eine Homilie des Sarbelius wurde allerdings schon um 500 von Jakob von Sarug verfasst.